# English Gardner
English Gardner (Voorhees, 22 april 1992) is een Amerikaanse atlete, die gespecialiseerd is in de sprint. Ze werd in 2013 Amerikaans kampioene op de 100 m. Ook behaalde ze meerdere medailles op de estafettenummers tijdens de wereldkampioenschappen.

## Biografie
Gardner studeerde achtereenvolgens aan de Eastern Senior HS en de University of Oregon. In 2011 werd ze tweede op de 100 m bij de Universiteitskampioenschappen voor de jeugd. In 2012 won ze tijdens de indoorversie van deze kampioenschappen de 60 m.
Haar eerste grote succes behaalde Gardner in 2013 door bij de Amerikaanse kampioenschappen in Des Moines goud te winnen op de 100 m. Haar finishtijd van 10,85 was tevens een evenaring van de beste wereldjaarprestatie van haar landgenote Barbara Pierre. Bij de wereldkampioenschappen van 2013 in Moskou kwam ze uit op zowel de 100 m als de 4 x 100 m estafette. Individueel werd ze vierde op de 100 m met 10,97 s. Bij het estafettenummer won ze een zilveren medaille. Zilver won ze eveneens op de 4 x 100 m estafette bij de wereldkampioenschappen van 2015 in Peking.
Haar grootste prestatie van haar sportieve carrière behaalde ze bij de Olympische Spelen van 2016 in Rio de Janeiro. Ze won een gouden medaille op de 4 x 100 m estafette.
Gardner wordt gesponsord door Nike.

## Titels
- Olympisch kampioene 4 x 100 m - 2016
- Amerikaans kampioene 100 m - 2013
- NCAA-kampioene 100 m - 2012, 2013
- NCAA-indoorkampioene 60 m - 2012
- NCAA-indoorkampioene 4 x 400 m - 2012

## Persoonlijke records
Outdoor
| Onderdeel | Prestatie        | Datum        | Plaats       |
| --------- | ---------------- | ------------ | ------------ |
| 100 m     | 10,74 (+1,0 m/s) | 3 juli 2016  | Eugene       |
| 200 m     | 22,62 (+1,1 m/s) | 12 mei 2013  | Los Angeles  |
| 400 m     | 53,98            | 16 juli 2006 | Philadelphia |

Indoor
| Onderdeel | Prestatie | Datum            | Plaats      |
| --------- | --------- | ---------------- | ----------- |
| 60 m      | 7.12      | 10 maart 2012    | Nampa       |
| 200 m     | 23,34     | 10 februari 2012 | Albuquerque |

## Palmares

### 60 m
- 2012:  NCAA-indoorkamp. - 7,12 s

### 100 m
Kampioenschappen
- 2012:  NCAA-kamp. - 11,10 s
- 2012: 7e Olympic Trials - 11,28 s
- 2013:  NCAA-kamp. - 10,96 s
- 2013:  Amerikaanse kamp. - 10,85 s
- 2013: 4e WK - 10,97 s
- 2014: 4e Amerikaanse kamp. - 11,37 s
- 2014:  Amerikaanse kamp. 10,86 s
- 2015: 14e in ½ fin. WK - 11,13 s
- 2016: 7e OS - 10,94 s (+0,5 m/s)

Diamond League podiumplekken
- 2015:  Prefontaine Classic - 10,84 s (+1,5 m/s)
- 2015:  Meeting Areva - 10,97 s (+0,2 m/s)
- 2016:  Sainsbury's Grand Prix - 11,02 s (-1,2 m/s)

### 4 x 100 m
- 2012: 4e NCAA-kamp. - 43,58 s
- 2013:  WK - 42,75 s
- 2013: 4e NCAA-kamp. - 43,80 s
- 2015:  WK - 41,68 s
- 2016:  OS – 41,01 s

### 4 x 400 m
- 2012:  NCAA-kamp. - 3.24,54

1928: Rosenfeld, Smith, Bell, Cook ·
1932: Carew, Furtsch, Rogers, Von Bremen ·
1936: Bland, Rogers, Robinson, Stephens ·
1948: Stad-de Jong, Witziers-Timmer, van der Kade-Koudijs, Blankers-Koen ·
1952: Faggs, Jones, Moreau, Hardy ·
1956: Strickland, Croker, Mellor, Cuthbert ·
1960: Hudson, Williams, Jones, Rudolph ·
1964: Ciepły, Kirszenstein, Górecka, Kłobukowska ·
1968: Ferrell, Bailes, Netter, Tyus ·
1972: Krause, Mickler-Becker, Richter, Rosendahl ·
1976: Oelsner, Stecher, Bodendorf, Eckert ·
1980: Müller, Wöckel, Auerswald, Göhr ·
1984: Brown, Bolden, Cheeseborough, Ashford ·
1988: Brown, Echols, Griffith-Joyner, Ashford ·
1992: Ashford, Jones, Guidry, Torrence ·
1996: Devers, Miller, Gaines, Torrence ·
2000: Fynes, Sturrup, Davis, Ferguson ·
2004: Lawrence, Simpson, Bailey, Campbell ·
2008: Borlée, Mariën, Ouédraogo, Gevaert ·
2012: Madison, Felix, Knight, Jeter ·
2016: Madison, Felix, Gardner, Bowie ·
2020: Williams, Thompson-Herah, Fraser-Pryce, Jackson ·
2024: Jefferson, Terry, Thomas, Richardson